# Washington Lindsey
Washington Ellsworth Lindsey (Condado de Belmont, Ohio; 20 de diciembre de 1862-Portales, Nuevo México; 5 de abril de 1926) fue un político estadounidense miembro del Partido Republicano que se desempeñó como gobernador de Nuevo México de 1917 a 1919.

## Biografía
Lindsey nació cerca de Armstrongs Mills, Ohio en 1862. Era hijo de Robert Washington y Julia Anne Shipman. Se graduó de la Universidad Scio en 1884. Luego trabajó como maestro en Ohio, Nueva York e Illinois. Asistió a la Universidad de Míchigan y completó su bachillerato en leyes en 1891.
El gobernador Ezequiel Cabeza de Baca murió en el cargo el 18 de febrero de 1917. Lindsey, fungiendo como vicegobernador, asumió las funciones de gobernador. Durante el mandato de Lindsey, se iniciaron las medidas de la Primera Guerra Mundial, se promovió el sistema del sufragio secreto y se presionó por un proyecto de ley sobre prácticas corruptas. Lindsey dejó el cargo el 1 de enero de 1919.
| Predecesor: Ezequiel Cabeza de Baca | Gobernador de Nuevo México 1917-1919 | Sucesor: Octaviano Larrazolo |
| Predecesor: Ezequiel Cabeza de Baca | Vicegobernador de Nuevo México 1917  | Sucesor: Benjamin F. Pankey  |